# Västra märgelgraven
Västra märgelgraven är ett naturreservat i Havdhems socken i Region Gotland på Gotland.
Området är naturskyddat sedan 1953 och är 4 hektar stort. Reservatet består av dammar som skapats som lertag i den nu helt utdikade Lingmyr. Dammarna används av flera fågelarter.  